# استان بوآکو
بو آکو یکی از دپارتمانهای کشور نیکاراگوئه است. این دپارتمان در سال ۱۹۳۸ ایجاد شد. این منطقه ۴٬۲۴۴ کیلومترمربع مساحت دارد و بر اساس سرشماری سال ۲۰۰۶ جمعیت آن برابر با ۱۷۱٬۰۰۰ نفر می‌باشد. در این منطقه مردمان بومی Nuhuas و Sumo (people) زندگی می‌کنند.